# Mrsool Park
Sân vận động Đại học Nhà vua Saud (tiếng Ả Rập: استاد جامعة الملك سعود, đã Latinh hoá: ʿIstad Jāmiʿa al-Malik Saʿūd), còn được gọi là Mrsool Park vì lý do tài trợ, là một sân vận động bóng đá nằm ở Riyadh, Ả Rập Xê Út. Vào tháng 9 năm 2020, Saudi Media Company đã giành được quyền quản lý vận hành sân vận động. Vào ngày 26 tháng 10 năm 2020, SMC đã ký một thỏa thuận với Al Nassr FC để Mrsool Park trở thành sân nhà của đội.

## Lịch sử
Sân vận động được xây dựng trong khuôn viên của Đại học Nhà vua Saud ở phía tây của Riyadh. Công việc xây dựng sân vận động được bắt đầu vào mùa xuân năm 2011. Sân được khánh thành vào tháng 5 năm 2015. Sân được xây dựng bởi Hashem Contracting Company, dựa trên thiết kế của Michael KC Cheah và vợ của ông, Steph. Đây là một trong số các sân vận động bóng đá tại Ả Rập Xê Út được thiết kế bởi Michael KC Cheah.
Hashem Contracting Company đã xây dựng sân vận động với chi phí 215 triệu riyal (57 triệu USD). Sân đạt tiêu chuẩn FIFA đối với các trận đấu quốc tế. Sân vận động có thể có màu nâu đất hoặc màu vàng tùy thuộc vào ánh sáng mặt trời do mặt ngoài của sân được làm bằng kim loại và có đục lỗ. Mrsool Park được cải tạo vào cuối năm 2020 và công việc cải tạo đang tiếp tục diễn ra để biến nơi đây thành một điểm đến dành cho giới trẻ và gia đình với các khu vực dành cho cổ động viên và khu vực giải trí dành cho mọi người.
Vào tháng 11 năm 2020, sân vận động được đổi tên thành Mrsool Park, sau khi ký hợp đồng với công ty chuyển phát Mrsool.
Vào năm 2021, sân vận động đã tổ chức trận đấu Cúp Maradona giữa Boca Juniors và FC Barcelona để vinh danh Diego Maradona, người đã qua đời vào năm trước.

## Sự kiện
- WWE Crown Jewel (2022)

## Hình ảnh

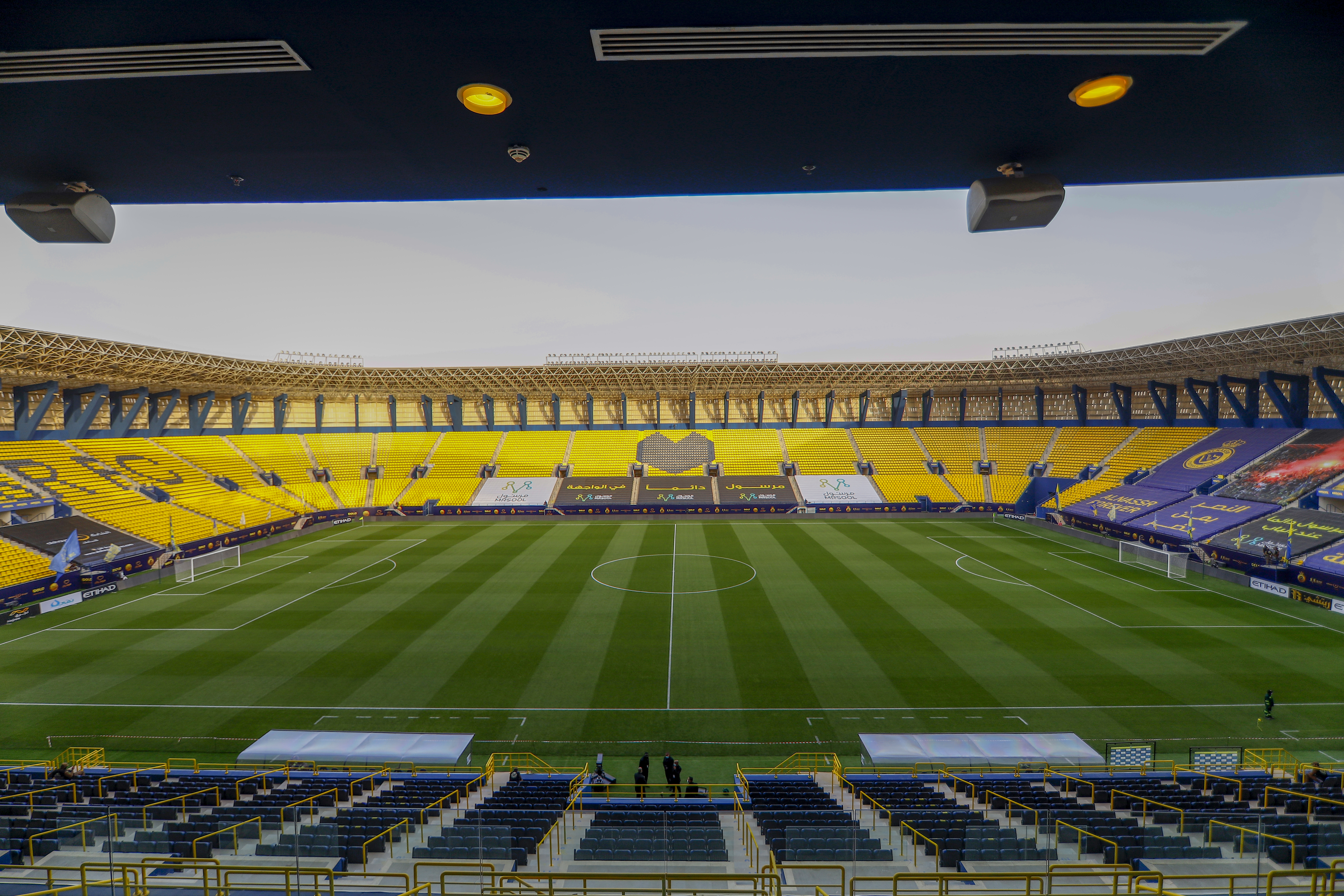
Quang cảnh bên trong Mrsool Park
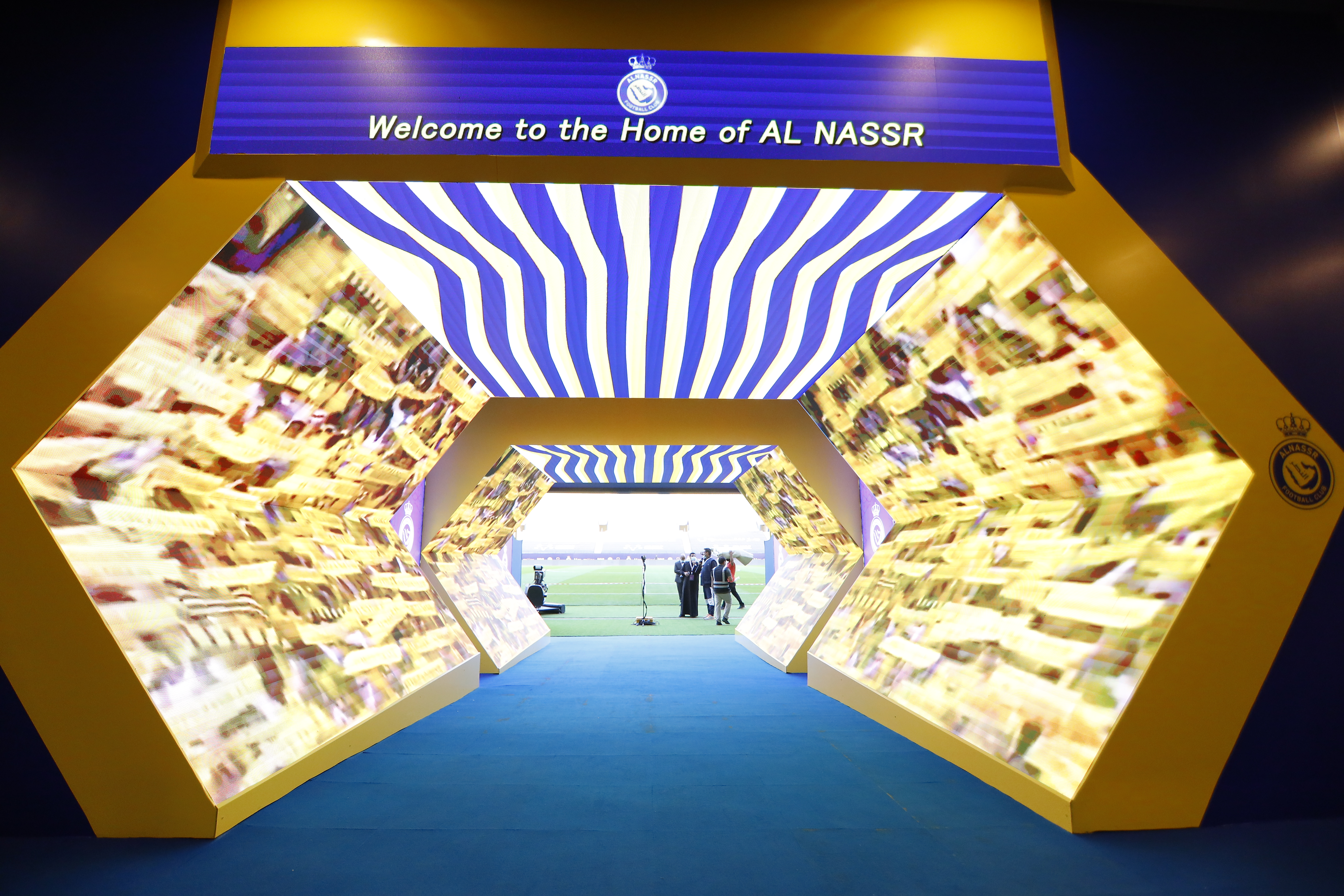
Đường hầm cầu thủ của Mrsool Park
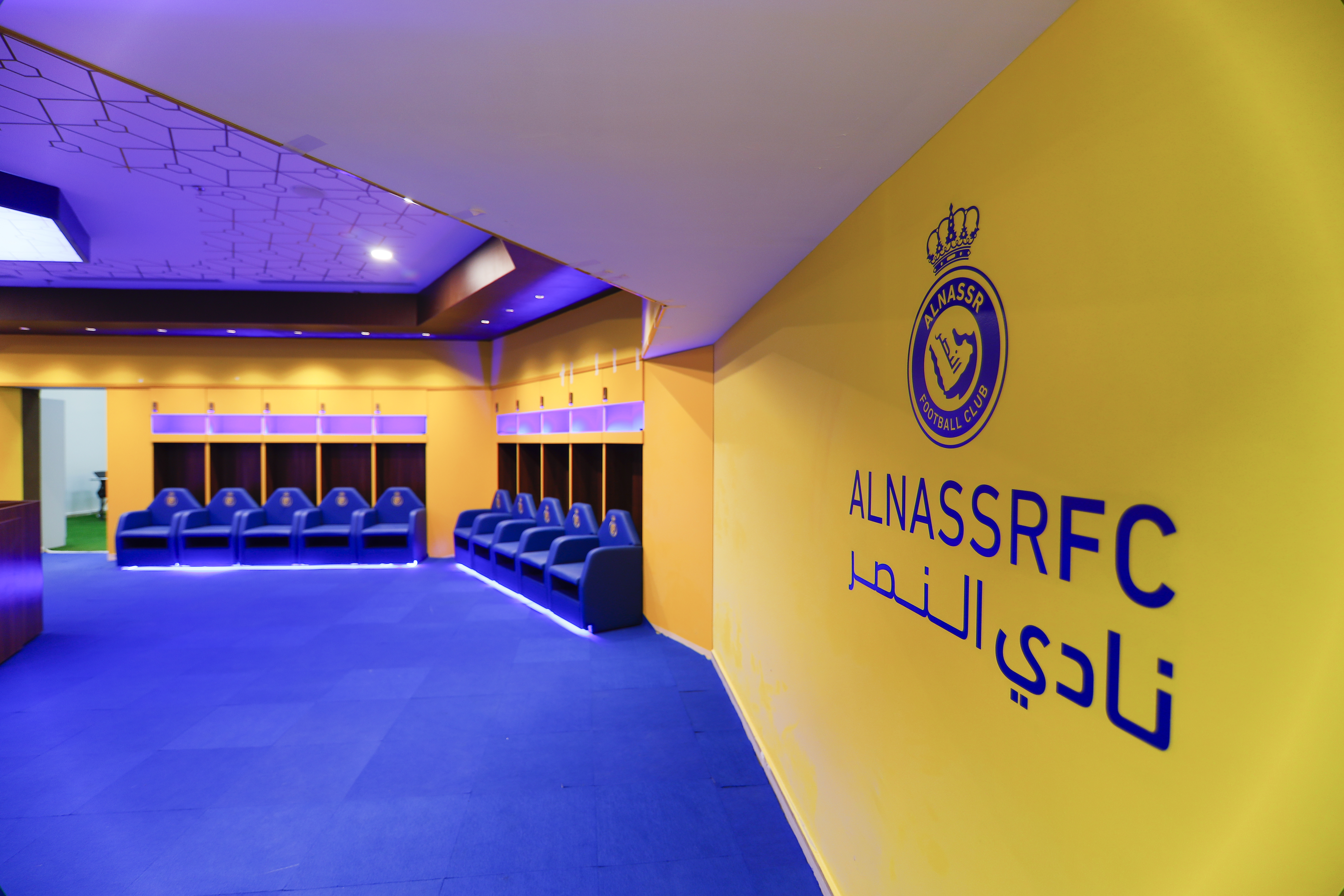
Phòng thay đồ của Mrsool Park